# District de Ngorongoro
Pour les articles homonymes, voir Ngorongoro.
Le district de Ngorongoro est un des cinq districts de la région d'Arusha en  Tanzanie. 

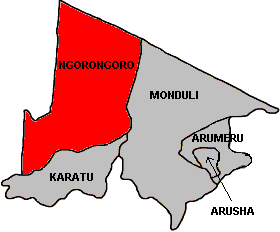
Carte du district de Ngorongoro.

## Localisation
Il est bordé au nord par le Kenya, à l'est par  le district de Monduli, au sud par le district de Karatu et à l'ouest par la région de Mara. Le chef-lieu est situé à Loliondo.

## Population
Selon le recensement national de 2002, la population de ce district est de 129 776 habitants. L'ethnie Maasai est majoritaire. 
À l'intérieur du district, se trouve le cratère du Ngorongoro, avec le volcan actif Ol Doinyo Lengaï. Il accueille une partie des migrations d'animaux sauvages. La plus grande partie du district est d'ailleurs considérée comme faisant partie de l'écosystème Serengenti-Mara, défini par les limites des migrations annuelles.

## Zones protégées
La moitié sud du district est désignée sous le nom d'Aire de conservation du Ngorongoro et dirigée par le Ngorongoro Conservation Area Authority (NCAA). Il s'agit de la seule zone de ce type en Tanzanie, les autres étant des réserves et des parcs nationaux. Les habitations sont autorisées à l'intérieur des zones protégées, mais l'agriculture et l'élevage font l'objet de restrictions. Il est permis de faire boire les troupeaux dans le cratère du Ngorongoro, inscrit au patrimoine mondial par l'UNESCO, mais l'habitation humaine et les pâturages y sont interdits.

## Divisions
- Ngorongoro
- Loliondo
- Sale

## Subdivisions
- Arash
- Digodigo
- Enduleni
- Kakesio
- Malambo
- Nainokanoka
- Nayobi
- Olbalbal
- Oldonyo-Sambu
- Orgosorok
- Ngorongoro
- Pinyinyi
- Sale
- Soit Sambu